# جونجی کاوانو
جونجی کاوانو (به انگلیسی: Junji Kawano) بازیکن فوتبال اهل ژاپن و عضو تیم ملی فوتبال ژاپن است که در تاریخ ۳۱ مارس ۱۹۶۸ میلادی اولین بازی ملی‌اش را انجام داد. او در ۲ بازی ملی حضور داشت و آخرین بازی ملی خود را در تاریخ ۱۶ اکتبر ۱۹۶۹ میلادی انجام داد. جونجی کاوانو در بازی‌های ملی‌اش
گلی به ثمر نرساند.